# لوتارو كوماز
لوتارو كوماز (بالإسبانية: Lautaro Comas)‏ هو لاعب كرة قدم أرجنتيني في مركز الهجوم، ولد في 15 يناير 1995 في مدينة بارانا، انتري ريوس في الأرجنتين. لعب مع نادي أوهيجينس.

## وصلات خارجية
- لوتارو كوماز على موقع قاعدة بيانات كرة القدم.إي يو (الإنجليزية)
- لوتارو كوماز على موقع Soccerway.com (الإنجليزية)